# Federation of American Scientists
Die Federation of American Scientists (FAS; deutsch Bund amerikanischer Wissenschaftler) wurde 1945 von Mitarbeitern des Manhattan Projects, der Federation of Atomic Scientists, ins Leben gerufen.

## Ziele und Tätigkeit
Als ihr Hauptziel betrachtet die FAS die Förderung des humanen Gebrauchs von Wissenschaft und Technologie im Nuklearzeitalter. Schwerpunkte dabei sind auch Angelegenheiten der nationalen Sicherheit der Vereinigten Staaten von Amerika. Hierzu betreibt sie eine Fülle von Forschungs- und Lehrvorhaben, unter anderem auf den Gebieten:
- atomare Abrüstung und globale Sicherheitspolitik
- Weitergabe von und Handel mit konventionellen Waffen
- Proliferation von Massenvernichtungswaffen
- Einsatz moderner Technologien in der Gesundheitsvorsorge
- Geheimhaltungs- und Öffentlichkeitspolitik der US-Regierung

Zudem erstrecken sich die Aufgaben der FAS auf Fragen des Wohnungsbaus (insbesondere hinsichtlich der Energieeffizienz), der Energiepolitik insgesamt und der Bildung. Das Information Technologies Project der FAS zielt nach deren eigenem Bekunden darauf ab, die Erforschung und Entwicklung neuer Informationstechnologien voranzutreiben und deren Möglichkeiten für das Lehren und Lernen nutzbar zu machen.

## Leitung
Der erste Generalsekretär war der Physiker William (Willy) A. Higinbotham. Er gilt als Erfinder des ersten Videospiels überhaupt – Tennis for Two (1958). Seit 1. Januar 2010 ist 
der Atomphysiker Charles D. Ferguson Präsident der FAS. An der Spitze der FAS steht außerdem ein Aufsichtsrat mit renommierten Wissenschaftlern. 60 Nobelpreisträger unterschiedlichster Fachgebiete unterstützen die Bestrebungen der FAS als Sponsoren. Der Friedensforscher Hans M. Kristensen ist der Leiter des Nuclear Information Project der Organisation und Mitautor zum Abschnitt über Nuklearwaffen im jährlichen Bericht des Stockholm International Peace Research Institute (SIPRI).

## Kontroversen
Das politisch brisante „Project on Government Secrecy“, das die Geheimhaltungspolitik der US-Regierung kritisch beobachtet, wird von Steven Aftergood geleitet. Im Rahmen dieses Projektes gibt FAS regelmäßig die Secrecy News heraus, einen kostenlosen Newsletter, der über den Umgang der Regierungen, Streitkräfte und Sicherheitsdienste der USA und des Auslands mit öffentlichkeitsrelevanten Informationen informiert. Ein großer Erfolg der Bemühungen der FAS bedeutete die Freigabe von Informationen über das Budget der US-Geheimdienste. 
Anlässlich der weltweiten Verbreitung von Staatsgeheimnissen durch Wikileaks griff FAS verstärkt in die Diskussion um die Sicherheitsinteressen des Staates und den Informationsbedarf der Öffentlichkeit ein. Aftergood verurteilte den unverantwortlichen Umgang der Wikileaks-Mitarbeiter mit vertraulichen Informationen.